# Hněvkovice (okres Havlíčkův Brod)
Hněvkovice (německy Hniekowitz) jsou obec v okrese Havlíčkův Brod v Kraji Vysočina. Žije zde 648 obyvatel.

## Historie
První písemná zmínka o obci pochází z roku 1262. V letech 1869–1929 byla vesnice Budeč osadou obce Hněvkovice a od roku 1961 je Budeč částí obce.

## Obyvatelstvo
| Rok            | 1869 | 1880 | 1890 | 1900 | 1910 | 1921 | 1930 | 1950 | 1961 | 1970 | 1980 | 1991 | 2001 | 2006 | 2014 |
| Počet obyvatel | 1308 | 1355 | 1276 | 1260 | 1172 | 1144 | 1070 | 829  | 819  | 722  | 639  | 588  | 571  | 564  | 574  |

## Části obce
- Hněvkovice
- Budeč
- Habrovčice
- Chotěměřice
- Nová Ves u Dolních Kralovic
- Štičí
- Velká Paseka
- Zahájí

## Školství
- Základní škola a mateřská škola Hněvkovice

## Pamětihodnosti
- Kostel svatého Bartoloměje

## Další fotografie

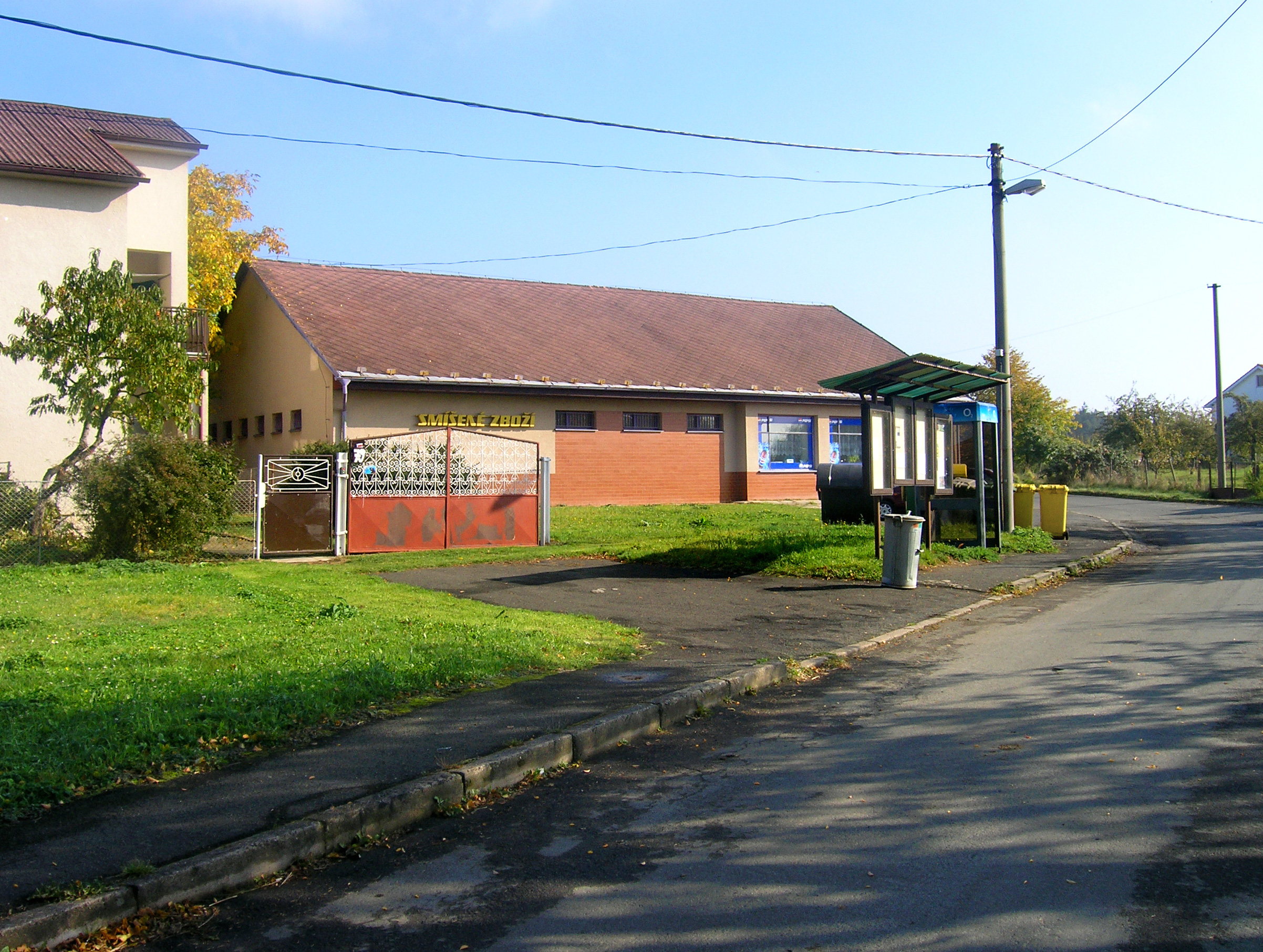
Prodejna
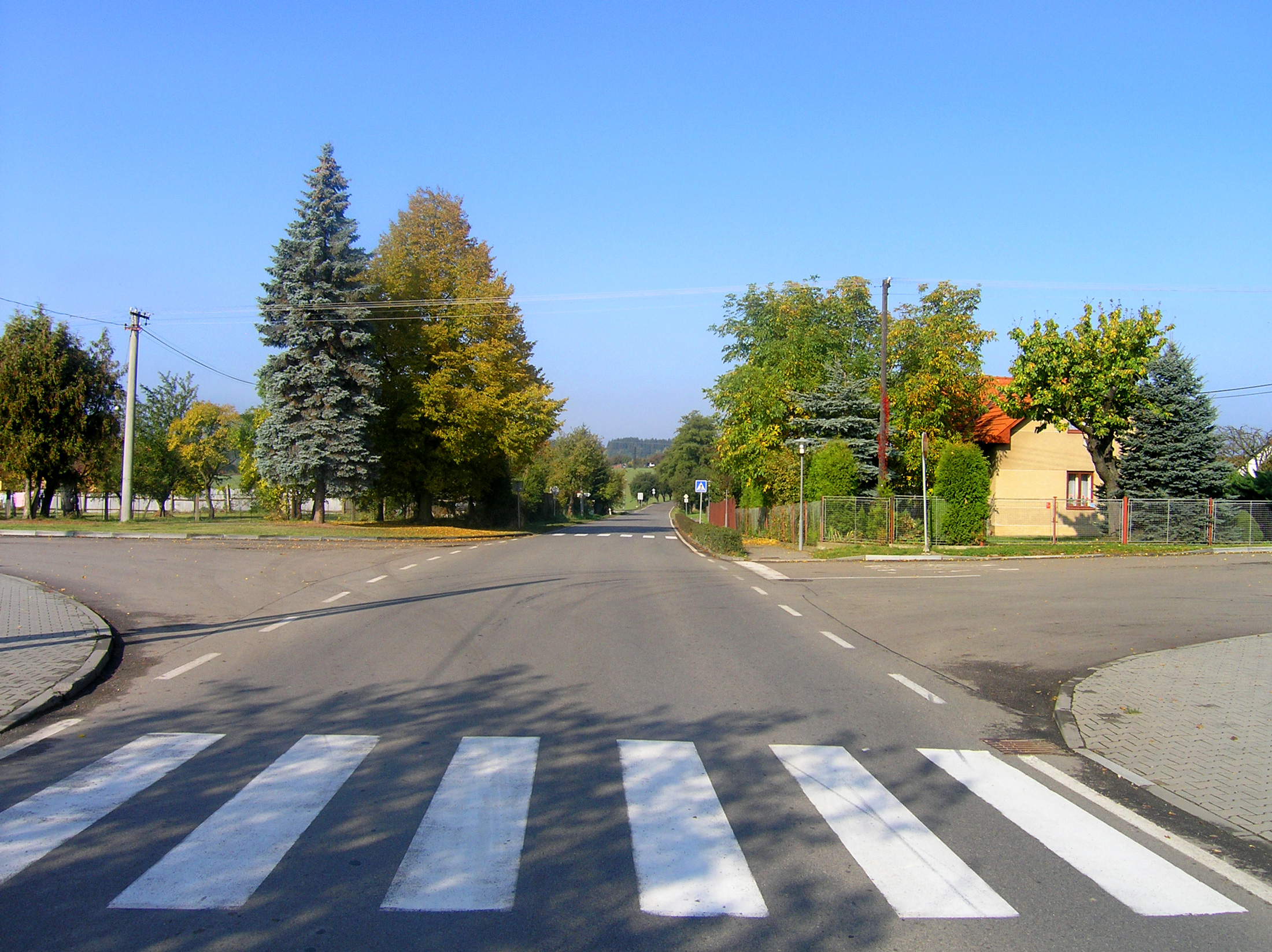
Hlavní silnice
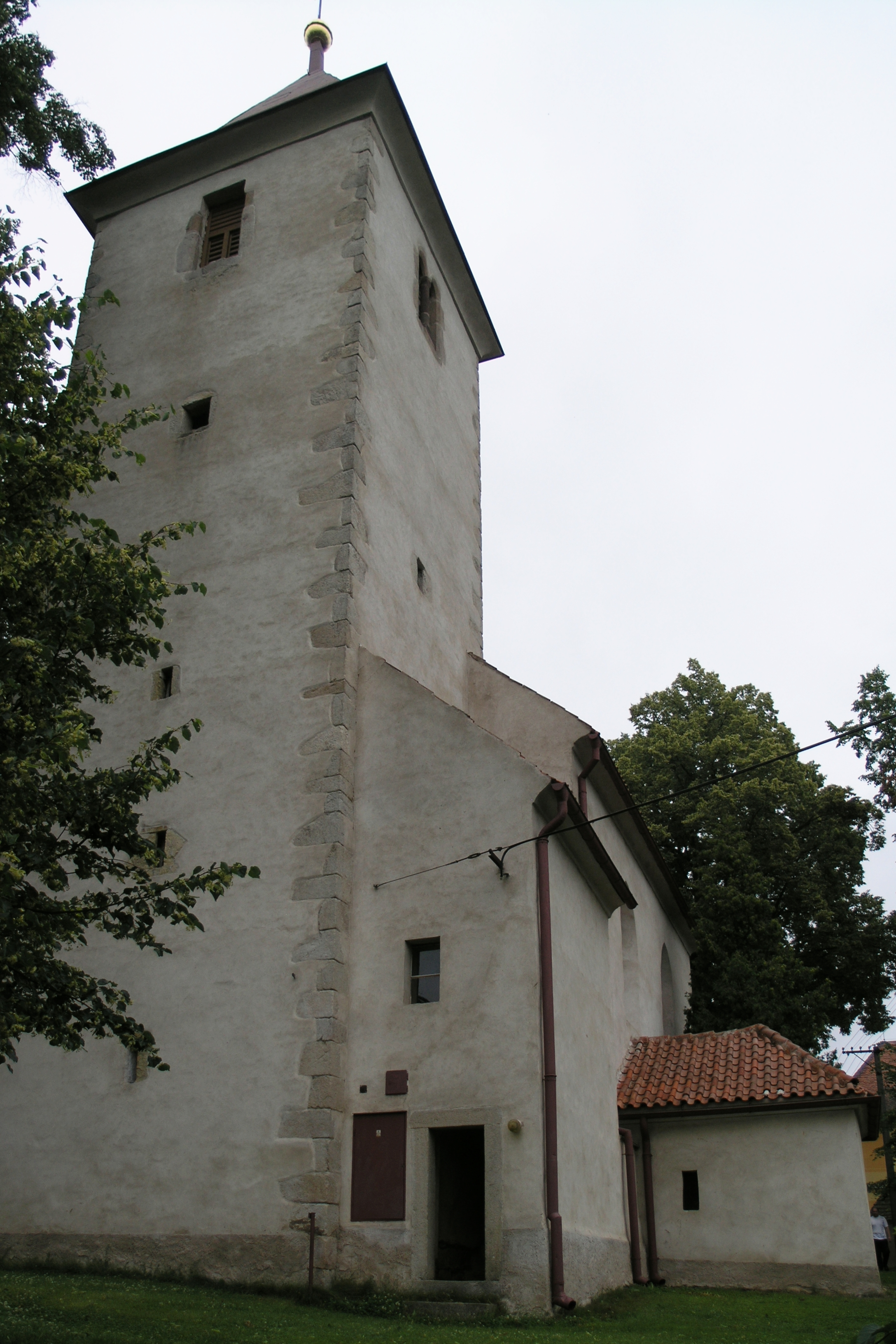
Kostel svatého Bartoloměje
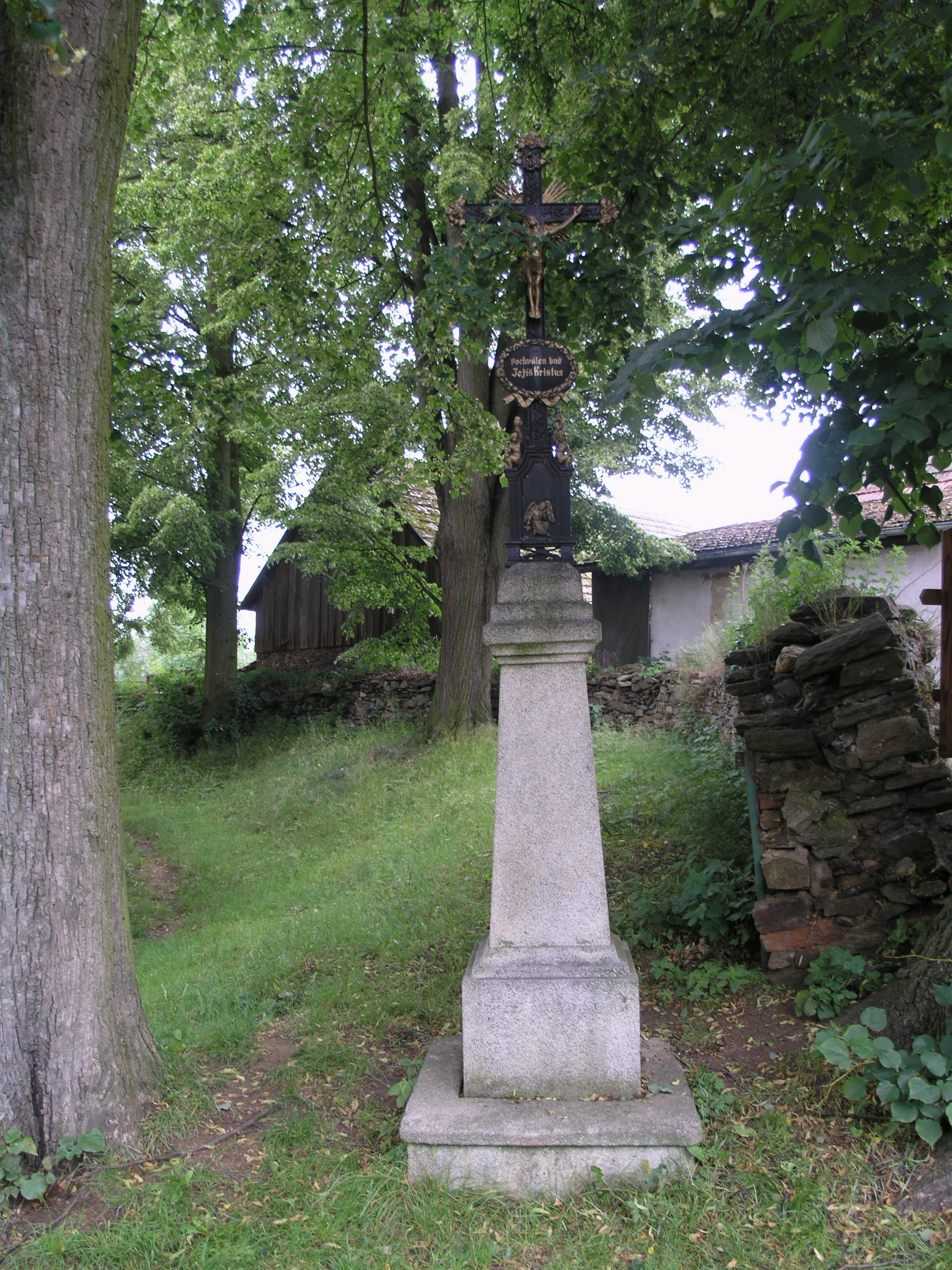
Krucifix